# Hermann Backhaus (Agrarwissenschaftler)

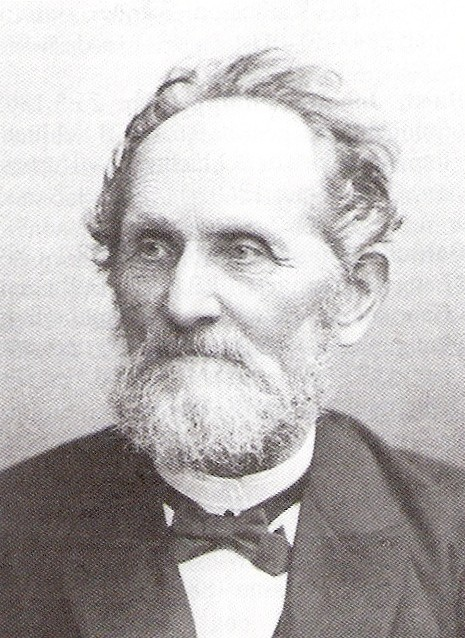
Hermann Backhaus

Hermann Christian Dietrich Backhaus (* 7. Januar 1817 auf der Domäne Selbach im Fürstentum Waldeck; † 21. Februar 1901 in Görlitz) war ein deutscher Agrarwissenschaftler und Politiker.

## Leben
Backhaus war der Sohn des Konduktor Heinrich Christian Friedrich Backhaus und dessen Ehefrau Amalie Conradine geborene Schultze. Er heiratete am 22. Juli 1860 in Hann. Münden Cleone Emilie Bertha Bauermeister.
Nach dem Besuch des Landesgymnasiums Korbach studierte Backhaus seit 1837 Geschichte, Philologie und Philosophie, zunächst an der Universität Bonn, dann an der Universität Jena, wo er 1840 zum Dr. phil. promoviert wurde. 1840 war er zum Studium der Staats- und Kameralwissenschaften in Leipzig eingeschrieben. Während seines Studiums wurde er 1837 Mitglied der Jenaischen Burschenschaft und gehörte ab 1839/40 der Burschenschaft auf dem Fürstenkeller an. In den 1840er Jahren war er als Privatgelehrter in Selbach, Kassel und Göttingen tätig. 1847/48 war er als Habilitand in Jena.
Nach der Märzrevolution war er politisch aktiv. 1848 war er Mitglied der Frankfurter Nationalversammlung für Waldeck, in der er dem Württemberger Hof und dem Märzverein angehörte. Backhaus wählte Friedrich Wilhelm IV. zum Kaiser der Deutschen und gehörte dem Ausschuss für völkerrechtliche und internationale Fragen an. In den Jahren 1849 bis 1851 war er Mitglied und Präsident des Landtags der Fürstentümer Waldeck und Pyrmont.
1851 machte er ein landwirtschaftliches Praktikum in Selbach.
1855 erhielt er eine Anstellung als Oberlehrer an der Landwirtschaftlichen Lehranstalt zu Beberbeck in Hessen. Von 1860  bis 1871 war er Pächter des schlesischen Rittergutes Geppelwitz bei Oppeln.
1872 folgte Backhaus einem Ruf an die Universität Kiel. Er übernahm den neu eingerichteten Lehrstuhl für Landwirtschaftslehre. Mit gering bemessenen Mitteln gründete er ein kleines landwirtschaftliches Universitätsinstitut, an dem er als Direktor tätig überwiegend Saatgutuntersuchungen und Keimfähigkeitsprüfungen durchführte. Er hielt Vorlesungen über landwirtschaftliche Produktionslehre, landwirtschaftliche Betriebslehre und über Methoden der Bodenuntersuchung. Von 1877 bis 1891 war er auch Professor für Nationalökonomie an der Marineakademie Kiel. Er wurde zum Geheimen Regierungsrat ernannt. 1891 wurde er aus gesundheitlichen Gründen beurlaubt und 1894 entpflichtet. Sein Amtsnachfolger wurde sein langjähriger Assistent und Mitarbeiter Hermann Rodewald.
Backhaus veröffentlichte als Mitarbeiter in zahlreichen Zeitschriften und Zeitungen: Göttinger Gelehrte Anzeigen, Augsburger Allgemeine Zeitung, Deutsche Zeitung, Schlesische Zeitung, Hessische landwirtschaftliche Zeitschrift, Norddeutscher Landwirt.
Seine Tochter Elly heiratete 1898 Paul Jörs.